# Даніель Мальдіні
Даніель Мальдіні (італ. Daniel Maldini; нар. 10 січня 2001 року, Мілан, Італія) — італійський футболіст, гравець футбольного клубу «Аталанта».

## Сім'я
Даніель Мальдіні — другий син видатного захисника та капітана «Мілана» Паоло Мальдіні та венесуельської моделі Адріанни Фосси. Дідо Даніеля, Чезаре Мальдіні, також легендарний захисник та капітан «Мілана» у 60-х роках. Старший брат, Крістіан Мальдіні, професійний футболіст, який виступає за клуби нижчих італійських дивізіонів.

## Клубна кар'єра
У 2010 році почав займатися футболом у системі «Мілана». У сезоні 2016–17 був частиною команди, яка виграла чемпіонат Італії U-16, здолавши у фіналі «Лаціо».
2 лютого 2020 року, у матчі проти «Верони» (1:1), дебютував за основну команду, замінивши Саму Кастільєхо. 25 вересня 2021 року, у матчі проти «Спеції» (2:1), забив свій перший гол.
Сезон 2022/23 провів саме у «Спеції», захищаючи її кольори на правах оренди, а на наступний Сезон 2023/24 був орендований ще одним представником найвищого італійського дивізіону, «Емполі».
1 лютого 2025 року Мальдіні підписав контракт з «Аталантою». Контракт розрахований  до червня 2029 року.

## Кар'єра в збірній
4 жовтня 2024 року вперше викликаний до збірної Італії головним тренером Лучано Спаллетті для участі в матчах Ліги націй УЄФА проти збірних Бельгії та Ізраїлю.

## Статистика виступів

### Статистика клубних виступів
Станом на 10 липня 2023 року
| Сезон             | Команда           | Чемпіонат         | Чемпіонат | Чемпіонат | Кубок | Кубок | Кубок | Континентальні кубки | Континентальні кубки | Континентальні кубки | Інші змагання | Інші змагання | Інші змагання | Усього | Усього |
| Сезон             | Команда           | Ліга              | Ігор      | Голів     | Ліга  | Ігор  | Голів | Ліга                 | Ігор                 | Голів                | Ліга          | Ігор          | Голів         | Ігор   | Голів  |
| ----------------- | ----------------- | ----------------- | --------- | --------- | ----- | ----- | ----- | -------------------- | -------------------- | -------------------- | ------------- | ------------- | ------------- | ------ | ------ |
| 2019–20           | «Мілан»           | Серія A           | 2         | 0         | КІ    | 0     | 0     | -                    | -                    | -                    | -             | -             | -             | 2      | 0      |
| 2020–21           | «Мілан»           | Серія A           | 5         | 0         | КІ    | 0     | 0     | ЛЄ                   | 4                    | 0                    | -             | -             | -             | 9      | 0      |
| 2021–22           | «Мілан»           | Серія A           | 8         | 1         | КІ    | 2     | 0     | ЛЧ                   | 3                    | 0                    | -             | -             | -             | 13     | 1      |
| Усього за «Мілан» | Усього за «Мілан» | Усього за «Мілан» | 15        | 1         |       | 2     | 0     |                      | 7                    | 0                    |               | 0             | 0             | 24     | 1      |
| 2022–23           | «Спеція»          | Серія A           | 18        | 2         | КІ    | 2     | 1     | -                    | -                    | -                    | -             | -             | -             | 20     | 3      |
| 2023–24           | «Емполі»          | Серія A           | 0         | 0         | КІ    | 0     | 0     | -                    | -                    | -                    | -             | -             | -             | 0      | 0      |
| Усього за кар'єру | Усього за кар'єру | Усього за кар'єру | 33        | 3         |       | 4     | 1     |                      | 7                    | 0                    |               | -             | -             | 44     | 4      |

## Титули і досягнення
- Чемпіон Італії (1):

«Мілан»: 2021–22